# Monstranusia
Monstranusia is een geslacht van vliesvleugeligen uit de familie Encyrtidae. De wetenschappelijke naam van dit geslacht is voor het eerst geldig gepubliceerd in 1964 door Trjapitzin.

## Soorten
Het geslacht Monstranusia omvat de volgende soorten:
- Monstranusia antennata (Narayanan, 1960)
- Monstranusia mirabilissima Trjapitzin, 1964